# Llista de monuments del Camp de Morvedre
Llista de monuments del Camp de Morvedre inscrits en l'Inventari General del Patrimoni Cultural Valencià per la comarca del Camp de Morvedre. S'inclouen els monuments declarats béns d'interés cultural (BIC), classificats com a béns immobles sota la categoria de monuments (realitzacions arquitectòniques o d'enginyeria, i obres d'escultura colossal), i els monuments declarats com a béns immobles de rellevància local (BRL). Estan inscrits en l'Inventari General del Patrimoni Cultural Valencià, en les seccions 1a i 2a respectivament.

## Albalat dels Tarongers
| Monument                               | Prot.? | Estil/època         | Localització                                      | Coordenades                                          | Codi?         | Imatge |
| -------------------------------------- | ------ | ------------------- | ------------------------------------------------- | ---------------------------------------------------- | ------------- | --- |
| Castell Palau d'Albalat dels Tarongers | BIC    | Medieval S.XIV-S.XV | Albalat dels Tarongers Pl. Puríssima Concepció, 1 | 39° 42′ 09″ N, 0° 20′ 14″ O / 39.702544°N,0.337296°O | RI-51-0010761 | Castell Palau (Albalat dels Tarongers) · Vegeu més fotos d'aquest monument · Carregueu una nova foto d'aquest monument                        |
| Castell del Piló                       | BIC    | Medieval            | Albalat dels Tarongers Turó proper a la població  | 39° 41′ 44″ N, 0° 20′ 17″ O / 39.695524°N,0.337937°O | RI-51-0010798 | Castell del Piló (Albalat dels Tarongers) · Vegeu més fotos d'aquest monument · Carregueu una nova foto d'aquest monument                     |
| Església parroquial de la Immaculada   | BRL    | S.XVIII; S.XIX      | Albalat dels Tarongers Pl. Purísima Concepción    | 39° 42′ 10″ N, 0° 20′ 15″ O / 39.702756°N,0.337535°O | 46.12.010-001 | Església parroquial de la Immaculada (Albalat dels Tarongers) · Vegeu més fotos d'aquest monument · Carregueu una nova foto d'aquest monument |

## Alfara de la Baronia
| Monument                               | Prot.?        | Estil/època | Localització                              | Coordenades                                          | Codi?         | Imatge |
| -------------------------------------- | ------------- | ----------- | ----------------------------------------- | ---------------------------------------------------- | ------------- | --- |
| Església parroquial de Sant Agustí     | BRL           | S. XVIII    | Alfara de la Baronia Pl. de l'Església, 1 | 39° 45′ 45″ N, 0° 21′ 15″ O / 39.762444°N,0.354151°O | 46.12.024-001 | Església parroquial de Sant Agustí (Alfara de la Baronia) · Vegeu més fotos d'aquest monument · Carregueu una nova foto d'aquest monument     |
| Ermita de la Mare de Déu dels Afligits | BRL           |             | Alfara de la Baronia                      | 39° 45′ 52″ N, 0° 21′ 28″ O / 39.764565°N,0.357676°O | 46.12.024-002 | Ermita de la Mare de Déu dels Afligits (Alfara de la Baronia) · Vegeu més fotos d'aquest monument · Carregueu una nova foto d'aquest monument |
| Aqüeducte                              | BRL etnològic |             | Alfara de la Baronia Barranc d'Arguines   | 39° 45′ 59″ N, 0° 21′ 28″ O / 39.76644°N,0.35772°O   | 46.12.024-003 | Carregueu una nova foto d'aquest monument |
| La Casa Gran                           | BRL           |             | Alfara de la Baronia                      | 39° 45′ 43″ N, 0° 21′ 18″ O / 39.761908°N,0.355020°O | 46.12.024-012 | La Casa Gran (Alfara de la Baronia) · Vegeu més fotos d'aquest monument · Carregueu una nova foto d'aquest monument                           |
| Cisterna                               | BRL etnològic |             | Alfara de la Baronia                      | 39° 45′ 45″ N, 0° 21′ 15″ O / 39.76261°N,0.35421°O   | 46.12.024-013 | Cisterna (Alfara de la Baronia) · Vegeu més fotos d'aquest monument · Carregueu una nova foto d'aquest monument                               |
| Nucli històric tradicional             | BRL           |             | Alfara de la Baronia                      | 39° 45′ 46″ N, 0° 21′ 20″ O / 39.762778°N,0.355556°O | 46.12.024-016 | Nucli històric tradicional (Alfara de la Baronia) · Carregueu una nova foto d'aquest monument                                                 |

## Algar de Palància
| Monument                                   | Prot.?        | Estil/època | Localització                            | Coordenades                                          | Codi?         | Imatge |
| ------------------------------------------ | ------------- | ----------- | --------------------------------------- | ---------------------------------------------------- | ------------- | --- |
| Antiga Torre defensiva d'Algar de Palància | BIC           |             | Algar de Palància Ajuntament. Pl. Major | 39° 46′ 53″ N, 0° 22′ 04″ O / 39.781303°N,0.367801°O | RI-51-0011177 | Antiga Torre defensiva d'Algar de Palància · Vegeu més fotos d'aquest monument · Carregueu una nova foto d'aquest monument          |
| Església parroquial de la Mercé            | BRL           | S.XVIII     | Algar de Palància Pl. Major             | 39° 46′ 52″ N, 0° 22′ 04″ O / 39.781125°N,0.367846°O | 46.12.028-001 | Església parroquial de la Mercé (Algar de Palància) · Vegeu més fotos d'aquest monument · Carregueu una nova foto d'aquest monument |
| Calvari                                    | BRL etnològic |             | Algar de Palància                       | 39° 46′ 55″ N, 0° 22′ 12″ O / 39.782°N,0.37°O        | 46.12.028-003 | Carregueu una nova foto d'aquest monument                                                                                           |

## Algímia d'Alfara
| Monument                                  | Prot.? | Estil/època | Localització     | Coordenades                                          | Codi?         | Imatge |
| ----------------------------------------- | ------ | ----------- | ---------------- | ---------------------------------------------------- | ------------- | --- |
| Ermita de la Mare de Déu dels Desemparats | BRL    |             | Algímia d'Alfara | 39° 45′ 19″ N, 0° 21′ 46″ O / 39.755276°N,0.362654°O | 46.12.030-002 | Ermita de la Mare de Déu dels Desemparats (Algímia d'Alfara) · Vegeu més fotos d'aquest monument · Carregueu una nova foto d'aquest monument |
| Església parroquial de Sant Vicent Ferrer | BRL    | barroc      | Algímia d'Alfara | 39° 45′ 09″ N, 0° 21′ 46″ O / 39.7525°N,0.362778°O   | 46.12.030-001 | Església parroquial de Sant Vicent Ferrer (Algímia d'Alfara) · Vegeu més fotos d'aquest monument · Carregueu una nova foto d'aquest monument |

## Benavites
| Monument                                          | Prot.? | Estil/època                | Localització                | Coordenades                                          | Codi?         | Imatge |
| ------------------------------------------------- | ------ | -------------------------- | --------------------------- | ---------------------------------------------------- | ------------- | --- |
| Torre de Benavites                                | BIC    | Renaixentista S.XIV; S.XVI | Benavites C. Major          | 39° 44′ 26″ N, 0° 15′ 27″ O / 39.740424°N,0.257568°O | RI-51-0004456 | Torre de Benavites · Vegeu més fotos d'aquest monument · Carregueu una nova foto d'aquest monument                                            |
| Església parroquial de la Mare de Déu dels Àngels | BRL    | S.XVII                     | Benavites Pl. de l'Església | 39° 44′ 23″ N, 0° 15′ 26″ O / 39.739662°N,0.257241°O | 46.12.052-001 | Església parroquial de la Mare de Déu dels Àngels (Benavites) · Vegeu més fotos d'aquest monument · Carregueu una nova foto d'aquest monument |
| Església de Sant Jaume de Benicalaf               | BRL    | Manierisme S.XVIII         | Benavites Benicalaf         | 39° 44′ 17″ N, 0° 14′ 52″ O / 39.738126°N,0.247851°O | 46.12.052-003 | Església de Sant Jaume de Benicalaf (Benavites) · Vegeu més fotos d'aquest monument · Carregueu una nova foto d'aquest monument               |

## Benifairó de les Valls
| Monument                                | Prot.? | Estil/època    | Localització                             | Coordenades                                          | Codi?         | Imatge |
| --------------------------------------- | ------ | -------------- | ---------------------------------------- | ---------------------------------------------------- | ------------- | --- |
| Ermita de la Mare de Déu del Bon Succés | BRL    |                | Benifairó de les Valls                   | 39° 43′ 28″ N, 0° 16′ 34″ O / 39.724344°N,0.276202°O | 46.12.058-003 | Ermita de la Mare de Déu del Bon Succés (Benifairó de les Valls) · Vegeu més fotos d'aquest monument · Carregueu una nova foto d'aquest monument |
| Església parroquial de Sant Gil Abat    | BRL    | Barroc S.XVIII | Benifairó de les Valls Av. de los Valles | 39° 43′ 48″ N, 0° 16′ 04″ O / 39.729956°N,0.267675°O | 46.12.058-001 | Església parroquial de Sant Gil Abat (Benifairó de les Valls) · Vegeu més fotos d'aquest monument · Carregueu una nova foto d'aquest monument    |

## Canet d'en Berenguer
| Monument                                 | Prot.? | Estil/època | Localització         | Coordenades                                          | Codi?         | Imatge |
| ---------------------------------------- | ------ | ----------- | -------------------- | ---------------------------------------------------- | ------------- | --- |
| Església parroquial de Sant Pere Apòstol | BRL    |             | Canet d'en Berenguer | 39° 40′ 46″ N, 0° 13′ 13″ O / 39.679583°N,0.220361°O | 46.12.082-001 | Església parroquial de Sant Pere Apòstol (Canet d'en Berenguer) · Vegeu més fotos d'aquest monument · Carregueu una nova foto d'aquest monument |

## Estivella
| Monument                             | Prot.? | Estil/època | Localització                                 | Coordenades                                            | Codi?         | Imatge |
| ------------------------------------ | ------ | ----------- | -------------------------------------------- | ------------------------------------------------------ | ------------- | --- |
| Castell de Beselga                   | BIC    | Medieval    | Estivella En un turó a l'oest de la població | 39° 42′ 45″ N, 0° 22′ 04″ O / 39.712377°N,0.367844°O   | RI-51-0010926 | Castell de Beselga (Estivella) · Vegeu més fotos d'aquest monument · Carregueu una nova foto d'aquest monument                   |
| Ermita de Sant Roc                   | BRL    |             | Estivella                                    | 39° 42′ 42″ N, 0° 22′ 07″ O / 39.7115856°N,0.3685232°O | 46.12.120-003 | Ermita de Sant Roc (Estivella) · Vegeu més fotos d'aquest monument · Carregueu una nova foto d'aquest monument                   |
| Església parroquial dels Sants Joans | BRL    |             | Estivella                                    | 39° 42′ 43″ N, 0° 20′ 50″ O / 39.71197°N,0.34736°O     | 46.12.120-001 | Església parroquial dels Sants Joans (Estivella) · Vegeu més fotos d'aquest monument · Carregueu una nova foto d'aquest monument |

## Faura
| Monument                                                      | Prot.?        | Estil/època                     | Localització                                     | Coordenades                                          | Codi?         | Imatge |
| ------------------------------------------------------------- | ------------- | ------------------------------- | ------------------------------------------------ | ---------------------------------------------------- | ------------- | --- |
| Escut nobiliari de la família Vilarrasa en el Palau Senyorial | BIC           | S.XVI (1580)                    | Faura Pl. Major, 7 i 8                           | 39° 43′ 36″ N, 0° 15′ 39″ O / 39.7267°N,0.260839°O   | 46.12.122-005 | Escut nobiliari de la família Vilarrasa en el Palau Senyorial (Faura) · Vegeu més fotos d'aquest monument · Carregueu una nova foto d'aquest monument |
| Església parroquial dels Sants Joans                          | BRL           | S.XVII; S.XVIII                 | Faura Pl. Major, 4                               | 39° 43′ 36″ N, 0° 15′ 37″ O / 39.726570°N,0.260397°O | 46.12.122-001 | Església parroquial dels Sants Joans (Faura) · Vegeu més fotos d'aquest monument · Carregueu una nova foto d'aquest monument                          |
| Ermita de Santa Bàrbara, i Calvari                            | BRL           | S.XVIII (1716); S.XVIII Calvari | Faura C. Santa Bàrbara, 96                       | 39° 43′ 27″ N, 0° 16′ 16″ O / 39.724162°N,0.271019°O | 46.12.122-002 | Ermita de Santa Bàrbara (Faura) · Vegeu més fotos d'aquest monument · Carregueu una nova foto d'aquest monument                                       |
| Palau senyorial de la baronia-comtat de Faura, o Palau Comtal | BRL           | S.XV; S.XVI                     | Faura Pl. Major, 7 i 9                           | 39° 43′ 36″ N, 0° 15′ 39″ O / 39.726736°N,0.260970°O | 46.12.122-003 | Palau senyorial de la baronia-comtat de Faura · Vegeu més fotos d'aquest monument · Carregueu una nova foto d'aquest monument                         |
| Nucli històric tradicional                                    | BRL           |                                 | Faura                                            | 39° 43′ 35″ N, 0° 15′ 40″ O / 39.726389°N,0.261111°O | 46.12.122-004 | Carregueu una nova foto d'aquest monument |
| Llavador i abeurador                                          | BRL etnològic | 1942                            | Faura C. de Benavites, 10 - pl. Doctor Fleming   | 39° 43′ 41″ N, 0° 15′ 38″ O / 39.727987°N,0.260543°O | 46.12.122-E2  | Carregueu una nova foto d'aquest monument |
| Molí de Faura                                                 | BRL etnològic |                                 | Faura Rotonda d'accés a Faura per la ctra. CV-30 | 38° 53′ 23″ N, 0° 29′ 51″ O / 38.889723°N,0.497565°O | 46.12.122-E8  | Molí (Faura) · Vegeu més fotos d'aquest monument · Carregueu una nova foto d'aquest monument                                                          |
| Sistema hídric, séquia                                        | BRL etnològic |                                 | Faura                                            | 39° 43′ 40″ N, 0° 15′ 48″ O / 39.727814°N,0.263306°O | 46.12.122-E9  | Carregueu una nova foto d'aquest monument |
| Calvari de Faura                                              | BRL etnològic |                                 | Faura C. Santa Bàrbara                           | 39° 43′ 33″ N, 0° 15′ 49″ O / 39.725908°N,0.263717°O | 46.12.122-E10 | Calvari (Faura) · Vegeu més fotos d'aquest monument · Carregueu una nova foto d'aquest monument                                                       |
| Sistema hídric partidor d'aigües, sistar                      | BRL etnològic | S.XX                            | Faura                                            | 39° 43′ 51″ N, 0° 15′ 46″ O / 39.73081°N,0.26268°O   | 46.12.122-E11 | Sistema hídric partidor d'aigües (Faura) · Carregueu una nova foto d'aquest monument                                                                  |

## Gilet
| Monument                                | Prot.? | Estil/època | Localització          | Coordenades                                          | Codi?         | Imatge |
| --------------------------------------- | ------ | ----------- | --------------------- | ---------------------------------------------------- | ------------- | --- |
| Torre                                   | BIC    | S.XIV       | Gilet C. Ausiàs March | 39° 40′ 43″ N, 0° 19′ 19″ O / 39.678542°N,0.321828°O | RI-51-0010799 | Torre (Gilet) · Vegeu més fotos d'aquest monument · Carregueu una nova foto d'aquest monument                                   |
| Ermita del Calvari                      | BRL    |             | Gilet                 | 39° 40′ 53″ N, 0° 19′ 30″ O / 39.681315°N,0.324968°O | 46.12.134-003 | Ermita del Calvari (Gilet) · Vegeu més fotos d'aquest monument · Carregueu una nova foto d'aquest monument                      |
| Església parroquial de Sant Antoni      | BRL    |             | Gilet                 | 39° 40′ 43″ N, 0° 19′ 19″ O / 39.678652°N,0.322071°O | 46.12.134-001 | Església parroquial de Sant Antoni (Gilet) · Vegeu més fotos d'aquest monument · Carregueu una nova foto d'aquest monument      |
| Real monestir del Sant Esperit del Mont | BRL    | S.XV; S.XIX | Gilet Sant Esperit    | 39° 40′ 05″ N, 0° 20′ 57″ O / 39.668192°N,0.349196°O | 46.12.134-004 | Real monestir del Sant Esperit del Mont (Gilet) · Vegeu més fotos d'aquest monument · Carregueu una nova foto d'aquest monument |

## Petrés
| Monument                                           | Prot.? | Estil/època                                                      | Localització                      | Coordenades                                          | Codi?         | Imatge |
| -------------------------------------------------- | ------ | ---------------------------------------------------------------- | --------------------------------- | ---------------------------------------------------- | ------------- | --- |
| Castell                                            | BIC    | Arquitectura islàmica, arquitectura medieval S.XVIII (1771-1780) | Petrés A l'entrada de la població | 39° 41′ 00″ N, 0° 18′ 27″ O / 39.683298°N,0.307551°O | RI-51-0010628 | Castell (Petrés) · Vegeu més fotos d'aquest monument · Carregueu una nova foto d'aquest monument                           |
| Escut dels Aguiló, senyors de la Baronia de Petrés | BIC    |                                                                  | Petrés                            | 39° 41′ 01″ N, 0° 18′ 37″ O / 39.68366°N,0.31020°O   | 46.12.192-006 | Carregueu una nova foto d'aquest monument                                                                                  |
| Ermita de Sant Domènec, i Calvari                  | BRL    | S.XVIII (1725)                                                   | Petrés                            | 39° 41′ 15″ N, 0° 18′ 33″ O / 39.6875°N,0.30903°O    | 46.12.192-002 | Ermita de Sant Domènec (Petrés) · Vegeu més fotos d'aquest monument · Carregueu una nova foto d'aquest monument            |
| Església parroquial de Sant Jaume                  | BRL    | S.XVIII                                                          | Petrés Pl. de l'Església          | 39° 41′ 02″ N, 0° 18′ 34″ O / 39.683875°N,0.309574°O | 46.12.192-001 | Església parroquial de Sant Jaume (Petrés) · Vegeu més fotos d'aquest monument · Carregueu una nova foto d'aquest monument |

## Quart de les Valls
| Monument                                           | Prot.? | Estil/època         | Localització                                   | Coordenades                                          | Codi?         | Imatge |
| -------------------------------------------------- | ------ | ------------------- | ---------------------------------------------- | ---------------------------------------------------- | ------------- | --- |
| Antiga església parroquial de Sant Miquel Arcàngel | BIC    | Barroc S.XV, S.XVI  | Quart de les Valls Pl. Sant Miquel, 3          | 39° 44′ 22″ N, 0° 16′ 17″ O / 39.739475°N,0.271394°O | RI-51-0004595 | Antiga Església parroquial de Sant Miquel Arcàngel (Quart de les Valls) · Carregueu una nova foto d'aquest monument                              |
| Ermita del Crist de l'Agonia                       | BRL    | neoclàssic s. XVIII | Quart de les Valls Carrer Santíssim Crist      | 39° 44′ 28″ N, 0° 16′ 35″ O / 39.74122°N,0.27639°O   | 46.12.101-002 | Ermita del Crist de l'Agonia (Quart de les Valls) · Carregueu una nova foto d'aquest monument                                                    |
| Església parroquial de Sant Miquel Arcàngel        | BRL    | S.XVIII             | Quart de les Valls Pl. Major, 8                | 39° 44′ 24″ N, 0° 16′ 20″ O / 39.740126°N,0.272182°O | 46.12.101-003 | Església parroquial de Sant Miquel Arcàngel (Quart de les Valls) · Vegeu més fotos d'aquest monument · Carregueu una nova foto d'aquest monument |
| Calvari de Quart de les Valls                      | BRL    | s. XIX              | Quart de les Valls Carrer Santíssim Crist, s/n | 39° 44′ 24″ N, 0° 16′ 20″ O / 39.740126°N,0.272182°O | 46.12.101-017 | Calvari de Quart de les Valls · Carregueu una nova foto d'aquest monument                                                                        |

## Quartell
| Monument                          | Prot.? | Estil/època | Localització | Coordenades                                          | Codi?         | Imatge |
| --------------------------------- | ------ | ----------- | ------------ | ---------------------------------------------------- | ------------- | --- |
| Església parroquial de Santa Anna | BRL    |             | Quartell     | 39° 44′ 17″ N, 0° 15′ 51″ O / 39.738091°N,0.264248°O | 46.12.103-001 | Església parroquial de Santa Anna (Quartell) · Vegeu més fotos d'aquest monument · Carregueu una nova foto d'aquest monument |

## Sagunt
| Monument                                                       | Prot.?        | Estil/època                         | Localització                                                                       | Coordenades                                            | Codi?         | Imatge |
| -------------------------------------------------------------- | ------------- | ----------------------------------- | ---------------------------------------------------------------------------------- | ------------------------------------------------------ | ------------- | --- |
| Castell                                                        | BIC           | Arquitectura medieval               | Sagunt Serra Calderona                                                             | 39° 40′ 34″ N, 0° 16′ 41″ O / 39.676111°N,0.278056°O   | RI-51-0000972 | Castell (Sagunt) · Vegeu més fotos d'aquest monument · Carregueu una nova foto d'aquest monument                                               |
| Fortí o Torre del Grau Vell                                    | BIC           | S.XIII al X.VIII                    | Sagunt Partida de la Vila, barri del Grau Vell al sud de la siderúrgica            | 39° 38′ 06″ N, 0° 14′ 24″ O / 39.635134°N,0.239991°O   | RI-51-0010971 | Fortí o Torre del Grau Vell (Sagunt) · Vegeu més fotos d'aquest monument · Carregueu una nova foto d'aquest monument                           |
| Alqueria fortificada de l'Aigua Fresca                         | BIC           |                                     | Sagunt Junt a la N-340, a l'altura del km 26 en la Muntanyeta de l'aigua           | 39° 41′ 15″ N, 0° 16′ 01″ O / 39.687565°N,0.266926°O   | RI-51-0010936 | Alqueria fortificada de l'Aigua Fresca (Sagunt) · Vegeu més fotos d'aquest monument · Carregueu una nova foto d'aquest monument                |
| Torre de Sant Roc                                              | BIC           | Renaixentista                       | Sagunt Partida de Montiver al nord de Sagunt                                       | 39° 41′ 31″ N, 0° 16′ 48″ O / 39.692017°N,0.280112°O   | RI-51-0010927 | Torre de Sant Roc (Sagunt) · Vegeu més fotos d'aquest monument · Carregueu una nova foto d'aquest monument                                     |
| Església parroquial del Salvador                               | BIC           | S.XIV; S.XV; S.XVI; S.XVII; S.XVIII | Sagunt C. València, 19                                                             | 39° 40′ 36″ N, 0° 16′ 21″ O / 39.676797°N,0.272583°O   | RI-51-0012181 | Església parroquial del Salvador (Sagunt) · Vegeu més fotos d'aquest monument · Carregueu una nova foto d'aquest monument                      |
| Teatre romà                                                    | BIC           | Clàssic S.XVI                       | Sagunt Vessant del mont del Castell                                                | 39° 40′ 37″ N, 0° 16′ 41″ O / 39.676811°N,0.277925°O   | RI-51-0000073 | Teatre romà (Sagunt) · Vegeu més fotos d'aquest monument · Carregueu una nova foto d'aquest monument                                           |
| Església parroquial de la Nativitat de Nostra Senyora          | BIC           | Gòtic - barroc S.XVII, S.XVIII      | Sagunt Pl. Major                                                                   | 39° 40′ 45″ N, 0° 16′ 46″ O / 39.679114°N,0.279422°O   | RI-51-0004755 | Església parroquial de la Nativitat de Nostra Senyora (Sagunt) · Vegeu més fotos d'aquest monument · Carregueu una nova foto d'aquest monument |
| Molí fortificat Torre Gausa                                    | BIC           |                                     | Sagunt Al peu del castell de Sagunt, a pocs metres de l'autovia de Sagunt a Sogorb | 39° 40′ 24″ N, 0° 17′ 34″ O / 39.6734°N,0.29286°O      | RI-51-0010923 | Molí fortificat Torre Gausa (Sagunt) · Vegeu més fotos d'aquest monument · Carregueu una nova foto d'aquest monument                           |
| Castell de Cárcel                                              | BIC           | S: XV, S. XVII, S.XVIII             | Sagunt Elevació prop del riu Palància                                              | 39° 44′ 59″ N, 0° 19′ 51″ O / 39.74973°N,0.330742°O    | 46.12.220-059 | Carregueu una nova foto d'aquest monument |
| Creu de la Victòria                                            | BIC           | 1542, 1940                          | Sagunt                                                                             | 39° 42′ 46″ N, 0° 15′ 08″ O / 39.712703°N,0.252319°O   | 46.12.220-017 | Carregueu una nova foto d'aquest monument |
| Nucli antic de la Vila de Sagunt                               | BIC           |                                     | Sagunt Al peu del castell                                                          | 39° 40′ 46″ N, 0° 16′ 50″ O / 39.679384°N,0.280626°O   | RI-53-0000224 | Nucli antic de la Vila de Sagunt · Vegeu més fotos d'aquest monument · Carregueu una nova foto d'aquest monument                               |
| Església parroquial de la Mare de Déu del Bon Succés           | BRL           |                                     | Sagunt                                                                             | 39° 40′ 52″ N, 0° 16′ 56″ O / 39.681182°N,0.282298°O   | 46.12.220-003 | Església parroquial de la Mare de Déu del Bon Succés (Sagunt) · Vegeu més fotos d'aquest monument · Carregueu una nova foto d'aquest monument  |
| Església parroquial de la Mare de Déu de Begonya               | BRL           | S.XX (1927)                         | Sagunt Port                                                                        | 39° 39′ 31″ N, 0° 13′ 16″ O / 39.658567°N,0.221079°O   | 46.12.220-004 | Església parroquial de la Mare de Déu de Begonya (Sagunt) · Vegeu més fotos d'aquest monument · Carregueu una nova foto d'aquest monument      |
| Monestir de Santa Anna, o Convent de Servites                  | BRL           |                                     | Sagunt Pl. del Pi, 2                                                               | 39° 40′ 48″ N, 0° 17′ 01″ O / 39.679887°N,0.283734°O   | 46.12.220-005 | Monestir de Santa Anna (Sagunt) · Vegeu més fotos d'aquest monument · Carregueu una nova foto d'aquest monument                                |
| Calvari i ermita                                               | BRL etnològic |                                     | Sagunt                                                                             | 39° 40′ 41″ N, 0° 16′ 50″ O / 39.67815°N,0.28056°O     | 46.12.220-006 | Calvari i ermita (Sagunt) · Carregueu una nova foto d'aquest monument                                                                          |
| Ermita de la Sang                                              | BRL           | S.XVIII                             | Sagunt Pl. de la Sang                                                              | 39° 40′ 42″ N, 0° 16′ 38″ O / 39.678226°N,0.277329°O   | 46.12.220-007 | Ermita de la Sang (Sagunt) · Vegeu més fotos d'aquest monument · Carregueu una nova foto d'aquest monument                                     |
| Ermita de Sant Miquel                                          | BRL           |                                     | Sagunt C. Major                                                                    | 39° 40′ 44″ N, 0° 16′ 34″ O / 39.679002°N,0.276054°O   | 46.12.220-008 | Ermita de Sant Miquel (Sagunt) · Vegeu més fotos d'aquest monument · Carregueu una nova foto d'aquest monument                                 |
| Ermita de Sant Roc                                             | BRL           |                                     | Sagunt C. Major                                                                    | 39° 40′ 46″ N, 0° 16′ 40″ O / 39.679497°N,0.277721°O   | 46.12.220-009 | Ermita de Sant Roc (Sagunt) · Vegeu més fotos d'aquest monument · Carregueu una nova foto d'aquest monument                                    |
| Ermita de Santa Maria                                          | BRL           |                                     | Sagunt                                                                             | 39° 40′ 40″ N, 0° 16′ 41″ O / 39.6778849°N,0.2780606°O | 46.12.220-010 | Ermita de Santa Maria (Sagunt) · Vegeu més fotos d'aquest monument · Carregueu una nova foto d'aquest monument                                 |
| Residència de la Mare de Déu dels Dolors, o Ermita dels Dolors | BRL           |                                     | Sagunt                                                                             | 39° 40′ 42″ N, 0° 16′ 37″ O / 39.678307°N,0.276979°O   | 46.12.220-011 | Residència de la Mare de Déu dels Dolors (Sagunt) · Vegeu més fotos d'aquest monument · Carregueu una nova foto d'aquest monument              |
| Església del monestir de Santa Anna                            | BRL           |                                     | Sagunt Pl. del Pi, 2                                                               | 39° 40′ 47″ N, 0° 17′ 01″ O / 39.67974°N,0.283612°O    | 46.12.220-012 | Església del monestir de Santa Anna (Sagunt) · Vegeu més fotos d'aquest monument · Carregueu una nova foto d'aquest monument                   |
| Ermita de Sant Cristòfol                                       | BRL           |                                     | Sagunt                                                                             | 39° 40′ 42″ N, 0° 16′ 37″ O / 39.67831°N,0.27698°O     | 46.12.220-034 | Ermita de Sant Cristòfol (Sagunt) · Vegeu més fotos d'aquest monument · Carregueu una nova foto d'aquest monument                              |
| Nucli històric tradicional del Grau Vell                       | BRL           |                                     | Sagunt                                                                             | 39° 38′ 04″ N, 0° 14′ 26″ O / 39.63457°N,0.240492°O    | 46.12.220-058 | Nucli històric tradicional del Grau Vell (Sagunt) · Vegeu més fotos d'aquest monument · Carregueu una nova foto d'aquest monument              |
| Fumeral d'un antic rajolar vora la CV-320                      | BRL etnològic | XIX-XX                              | Sagunt Ctra. CV-320                                                                | 39° 43′ 20″ N, 0° 14′ 54″ O / 39.722197°N,0.248367°O   | 46.12.220-E59 | Fumeral d'un antic rajolar vora la CV-320 (Sagunt) · Vegeu més fotos d'aquest monument · Carregueu una nova foto d'aquest monument             |

## Segart
| Monument                             | Prot.?        | Estil/època                 | Localització                       | Coordenades                                          | Codi?         | Imatge |
| ------------------------------------ | ------------- | --------------------------- | ---------------------------------- | ---------------------------------------------------- | ------------- | --- |
| Castell                              | BIC           | Arquitectura medieval S.XIV | Segart Turó que domina la població | 39° 41′ 02″ N, 0° 22′ 21″ O / 39.683854°N,0.372618°O | RI-51-0010679 | Castell (Segart) · Vegeu més fotos d'aquest monument · Carregueu una nova foto d'aquest monument                              |
| Calvari                              | BRL etnològic | S. XIX (1884)               | Segart                             | 39° 41′ 04″ N, 0° 22′ 24″ O / 39.684444°N,0.373417°O | 46.12.224-001 | Carregueu una nova foto d'aquest monument                                                                                     |
| Església parroquial de la Immaculada | BRL           | S.XVIII; S.XIX              | Segart Pl. de l'Església, 1        | 39° 41′ 00″ N, 0° 22′ 24″ O / 39.683242°N,0.373242°O | 46.12.224-003 | Església parroquial de la Immaculada (Segart) · Vegeu més fotos d'aquest monument · Carregueu una nova foto d'aquest monument |

## Torres Torres
| Monument                                          | Prot.? | Estil/època | Localització                              | Coordenades                                          | Codi?         | Imatge |
| ------------------------------------------------- | ------ | ----------- | ----------------------------------------- | ---------------------------------------------------- | ------------- | --- |
| Banys àrabs                                       | BIC    |             | Torres Torres Pl. l'Església, 5-D         | 39° 44′ 41″ N, 0° 21′ 19″ O / 39.744856°N,0.355197°O | RI-51-0012194 | Banys àrabs (Torres Torres) · Vegeu més fotos d'aquest monument · Carregueu una nova foto d'aquest monument                                       |
| Castell                                           | BIC    |             | Torres Torres Turó que domina la població | 39° 44′ 37″ N, 0° 21′ 14″ O / 39.743563°N,0.35391°O  | RI-51-0010525 | Castell (Torres Torres) · Vegeu més fotos d'aquest monument · Carregueu una nova foto d'aquest monument                                           |
| Església parroquial de la Mare de Déu dels Àngels | BRL    |             | Torres Torres                             | 39° 44′ 40″ N, 0° 21′ 20″ O / 39.744319°N,0.355619°O | 46.12.245-001 | Església parroquial de la Mare de Déu dels Àngels (Torres Torres) · Vegeu més fotos d'aquest monument · Carregueu una nova foto d'aquest monument |